# Vuelo 9916 de Nature Air
El vuelo 9916 de Nature Air (5C9916) fue un vuelo chárter accidentado que partió del Aeropuerto de Punta Islita en la provincia de Guanacaste, con destino al Aeropuerto Internacional Juan Santamaría, en la provincia de Alajuela, ambas de Costa Rica, operado por un Cessna 208B Grand Caravan.

## Accidente
El vuelo inicial despegó a las 10:15 a. m. hora local del 31 de diciembre de 2017 (UTC-6:00) del Aeropuerto Internacional Juan Santamaría sin personas a bordo, con destino al Aeropuerto de Punta Islita. Sin embargo, al momento de intentar aterrizar, la aeronave se encontró con fuertes ráfagas de viento, por lo que tomó la decisión de proceder al aeropuerto alterno, siendo este el Aeropuerto de Tambor, donde aterrizaron a las 10:53 a. m.
Tras recibir comunicación de que las condiciones habían mejorado, la tripulación emprendió el vuelo hacia el Aeropuerto de Punta Islita, donde recogieron diez pasajeros, todos de nacionalidad estadounidense.
La aeronave partió del aeropuerto local a las 12:10 a. m., sin embargo, poco después se precipitó en una zona montañosa boscosa y explotó.
Lugareños escucharon un estruendo y después divisaron fuego y humo de la montaña, por lo que contactaron al Servicio de Emergencias a las 12:20 p. m., el cual dio parte al Benemérito Cuerpo de Bomberos de Costa Rica a las 12:23 p. m.
Los primeros en llegar a la zona del accidente fueron los integrantes de la Cruz Roja Costarricense, quienes informaron presencia de fuego y la no existencia de supervivientes.
Por tratarse de una zona de difícil acceso, los bomberos llegaron a las 2:38 p. m. hora local y procedieron a extinguir las llamas. En total, la institución desplazó siete unidades extintoras, de ataque rápido y tanquetas desde sus estaciones en Filadelfia, Nicoya, Santa Cruz, Nandayure y Huacas. 
El accidente es el segundo peor registrado en la historia de la aviación civil de Costa Rica, solamente superado por la tragedia del Monte Pico Blanco del 15 de enero de 1990, cuando una aeronave de SANSA con 23 pasajeros colisiona contra el cerro Pico Blanco en Palmichal de Acosta donde murieron todos sus ocupantes.

## Aeronave
La aeronave accidentada era un Cessna 208B Grand Caravan, número de serie 208B0900, empleado por Nature Air para sus vuelos chárter, con capacidad para 12 pasajeros y dos miembros de la tripulación; e impulsado por un motor Pratt & Whitney Canada PT6A-114A de 675 caballos de fuerza, fabricado el 23 de junio de 2008.
La aeronave fue exportada desde los Estados Unidos a Costa Rica por parte de Nature Air según un registro del 11 de noviembre del 2011; fue devuelta a los Estados Unidos el 14 de junio del 2016 y regresó a Costa Rica el 2 de noviembre del 2017.
La Administración Federal de Aviación (FAA) de los Estados Unidos otorgó el certificado de aeronavegabilidad de categoría experimental a la aeronave el 26 de junio de 2001 con fines de investigación y desarrollo. El 20 de septiembre de 2001 emitió el certificado de aeronavegabilidad de categoría normal.
Los registros de vuelo y mantenimiento de Nature Air mostraron que la aeronave tenía acumuladas 12.072,9 horas de servicio y 20.813 ciclos un día antes del accidente.
La investigación también arrojó que el motor de la aeronave fue inicialmente instalado en otro Cessna 208B. Fue hasta el 24 de octubre del 2017 que el motor se colocó en el aparato accidentado y para ese momento tenía 3105,4 horas de servicio y 4332 ciclos, mientras que la aeronave tenía 11.906,80 horas y 20.508 ciclos acumulados. Ello quiere decir que el motor acumuló 3271,5 horas y 4637 ciclos desde su colocación en el aparato accidentado.
Enio Cubillo, director de Aviación Civil de Costa Rica dijo en una conferencia de prensa que el aparato había recibido autorización para volar un mes antes, tras aprobar las pruebas de aeronavegabilidad. Al mismo tiempo, descartó que el accidente tuviera que ver con alguna de las advertencias que se le habían hecho tiempo atrás a la aerolínea, por problemas con sus aviones.
Mediante un comunicado de prensa, Nature Air dijo que el vuelo accidentado era parte de un servicio especial para un total de 20 pasajeros desde Punta Islita.
El gerente general de Nature Air, Nelson Vega afirmó que el grupo se dividió en dos vuelos. El primer vuelo lo realizó la aeronave TI-BBC con 10 pasajeros despegando aproximadamente a las 11:00 a. m. Este vuelo aterrizó sin contratiempos en San José a las 11:40 a. m., y aproximadamente 20 minutos después despegó el segundo avión TI-BEI, también con 10 pasajeros y dos tripulantes. Este fue el avión estrellado.

## Investigación
La Casa Presidencial anunció que la investigación sobre el accidente iniciaría al día siguiente del percance. Por Ley, Aviación Civil tiene un año calendario para presentar el informe final de la investigación, aunque su director reconoció de inmediato que habrá dificultades para establecer la configuración que tenía la aeronave al momento de despegar, pues la misma quedó completamente destruida. 
El 18 de mayo de 2018 el gobierno costarricense solicitó a la Junta Nacional de Seguridad en el Transporte de los Estados Unidos (NTSB por sus siglas en inglés) asumir la investigación del accidente, lo cual fue aceptado el 30 de mayo de ese año.
La NTSB reveló en diciembre de 2018 que el accidente fue ocasionado por falla de la tripulación de vuelo para mantener la velocidad aérea mientras maniobraba para salir de un área de terreno ascendente, lo que resultó en una superación del ángulo crítico de ataque del avión y una parada aerodinámica.
Otro de los factores señalados por la NTSB fueron falta de informes meteorológicos adecuados disponibles para la determinación del viento y falta de capacitación documentada para un aeropuerto que requiere una salida “no estándar”.

### Condiciones meteorológicas
La estación climatológica más cercana se ubica a 40 kilómetros (25 millas) al este del sitio del accidente, a una elevación de 39 metros (128 pies) sobre el nivel del mar. A las 12:00 hora local del día del accidente, la estación registró temperaturas de 32 °C, humedad relativa del 55% y un viento del este de 4 nudos (7 km/h) con ráfagas de 12 nudos (22 km/h). La investigación arrojó que al momento del accidente, el viento soplaba a 5 nudos desde el noreste.
Un vídeo de seguridad del Aeropuerto de Punta Islita que captó la secuencia del accidente no logró proveer información para determinar la dirección del viento en la superficie, sin embargo, un testigo en el aeropuerto estimó que al momento del accidente el viento era de entre 10 y 15 nudos (18-27 km/h).
La Junta Nacional de Seguridad en el Transporte determinó que el Aeropuerto de Punta Islita estaba equipado con dos estructuras para colocar mangas de viento, pero el día del accidente ninguna las tenía.

### Restos e información del impacto
La aeronave fue removida del lugar del accidente antes de que los investigadores de la NTSB arribaran a la escena, sin embargo, se determinó que el impacto ocurrió en una colina muy boscosa ubicada al final de la pista 3 con una elevación de 72 metros (238 pies). Los daños a los árboles del lugar (ramas diseminadas con un diámetro de no más de 6 pulgadas) permitieron concluir que el aparato se estrelló casi de forma vertical, explotó y se incendió.
Los restos fueron examinados después de haber sido trasladado a un hangar, sin embargo, la fuerza del impacto, la explosión e incendio impidió la identificación de instrumentos de vuelo o motor durante la investigación. Los sistemas de fuselaje tampoco pudieron ser examinados debido a los extensos daños.
Debido a la condición de los restos, la NTSB no pudo confirmar la continuidad del cable de control de vuelo; sin embargo, los cables de control de vuelo permanecieron conectados a las superficies de empenaje y todas las separaciones de cables de control examinadas dieron muestras consistentes de sobrecarga de tensión o corte por el accidente.
La hélice y la parte delantera de la caja reductora del motor estaban separadas del resto de la pieza. El incendio posterior al impacto consumió varios componentes del motor, incluida la caja de cambios accesoria. Los ejes rotativos del motor no podían girar antes del desmontaje del motor y varios componentes requirieron un corte extenso para permitir el acceso a los componentes internos del motor. Las paletas y las paletas del compresor de la primera etapa estaban intactas con evidencia de contacto de roce entre la cubierta y las puntas de las palas, lo que es consistente con la rotación en el impacto. Se observó daño por roce en las palas de la turbina del compresor y el disco de la pala. Todas las palas de las turbinas eléctricas se fracturaron y se recuperaron varios fragmentos de palas dentro del escape del motor. Las puntas recuperadas exhibieron roces y muchas de las cuchillas exhibieron flexión en la dirección opuesta a la rotación.

### Salud del piloto
El gobierno de Costa Rica no facilitó a la NTSB los informes completos de las autopsias de los ocupantes, sin embargo, el resumen apuntó a lesiones traumáticas como la causa de muerte de todos en el aparato.
La NTSB encontró que el piloto fue sujeto de tres visitas para evaluación psiquiátrica en noviembre y diciembre de 2011, ya que había sido diagnosticado con enfermedad bipolar tipo I y trastorno por déficit de atención con problemas de memoria, lo cual fue tratado con Seroquel (un antipsicótico sedante y antidepresivo). El expediente médico no contenía pruebas para el trastorno por déficit de atención o la lista de verificación de síntomas, confirmación del diagnóstico ni efectividad del tratamiento. Tampoco se encontró información sobre las condiciones o tratamientos médicos o psiquiátricos más recientes del piloto.
De acuerdo con el expediente médico de la FAA de los Estados Unidos, el piloto era un masculino de 52 años que tenía acumuladas 14.532 horas de vuelo civil al momento de su más reciente examen médico de aviación en los Estados Unidos, el cual ocurrió el 11 de julio del 2017. Sin embargo, en esa visita el piloto no informó de visitas a proveedores de atención médica, uso de medicamentos ni afecciones crónicas. El examen realizado no identificó anormalidades significativas por lo que recibió un certificado médico de primera clase sin limitaciones. Su primer certificado médico de aviación de Estados Unidos se emitió en 1997 y a lo largo de todos los años siguientes, el piloto informó que no hubo visitas a proveedores de atención médica, ni uso de medicamentos ni afecciones médicas. De forma intermitente recibió constancias médicas que señalaban la necesidad del uso de lentes correctivos, sin embargo, en su última visita no se evidenciaron problemas de vista.
En mayo de 2014, durante una evaluación de rutina en Costa Rica, el piloto informó que usaba Lexapro (escitalopram, un antidepresivo), sin embargo, el médico examinador no anotó esa información ni describió el estado mental del piloto ni la razón para usar el medicamento.

### Impacto con aves
Un amigo de uno de los pasajeros reportó haber recibido un mensaje de texto y fotografías en las que se le hacía saber que el avión había chocado con algunas aves durante su aterrizaje en el Aeropuerto de Punta Islita. La NTSB obtuvo copia de los mensajes y las fotos y determinó que las mismas evidenciaban que el ala izquierda de la aeronave presentaba daños ligeros cerca de la luz de aterrizaje.
El lente de la luz de aterrizaje se rompió y el borde del ala ubicado delante de las aletas de aterrizaje y dentro del alerón mostraba deformación por el impacto. Sin embargo, la NTSB determinó que debido a la extensión localizada del daño, las características de vuelo y la capacidad de control del avión no se habrían visto negativamente afectadas.
El testigo informó que la tripulación de vuelo estaba al tanto del daño y que el capitán se había puesto en contacto con las instalaciones de mantenimiento del operador para analizar el daño. Afirmó que el capitán esperaba una liberación del mantenimiento antes de continuar con el vuelo y que esa fue la razón por la que el avión despegó 15 minutos después del primer aparato.

## Pasajeros y tripulación
La aeronave trasladaba 10 pasajeros estadounidenses (que conformaban al menos dos familias) y dos miembros de la tripulación costarricenses.
Nature Air y el Ministerio de Seguridad Pública divulgaron minutos después del accidente una lista preliminar de personas a bordo, sin embargo, la misma se trataba de la lista de reservación del vuelo, por lo que esta era diferente a la de los pasajeros que efectivamente abordaron.
Finalmente, la aerolínea y las autoridades costarricenses verificaron las identidades de los pasajeros y divulgaron sus resultados a los medios de comunicación:
1. Amanda Rae Geissler, estadounidense residente en Costa Rica (guía turística).
2. Bruce Michael Steinberg, estadounidense.
3. Irene Ginsberg Steinberg, estadounidense.
4. Matthew Benjamin Steinberg, 13 años, estadounidense.
5. William Aaron Steinberg, 18 años, estadounidense.
6. Zachary Justin Steinberg, 19 años, estadounidense.
7. Mitchell Weiss, estadounidense.
8. Hannah Mae Weiss, 19 años, estadounidense.
9. Ari Mosses Weiss, 16 años, estadounidense.
10. Leslie Levin Weiss, estadounidense.
11. Juan Manuel Retana Chinchilla, 52 años, costarricense (piloto)
12. Emma Lucía Ramos Calderón, 26 años, costarricense (copiloto)